# Минные крейсера типа «Пейк-и-Шевкет»
Минные крейсера типа «Пейк-и-Шевкет» (тур. Peyk-i Şevket sınıfı torpido kruvazörü) — минные крейсера, построенные для Османского флота немецкой верфью Germaniawerft в 1906—1907 годах. Всего было построено два корабля: «Пейк-и-Шевкет» и «Берк-и-Сатвет». В целом удачные корабли, из-за сильного износа механизмов к началу Первой мировой войны в значительной степени потеряли боевую эффективность. В частности, в 1915 году «Пейк-и-Шевкет» мог развивать лишь 18-узловой ход.
Ни один из кораблей не смог участвовать в боевых действиях Итало-турецкой войны, поскольку «Пейк-и-Шевкет» был интернирован в Суэце, а «Берк-и-Сатвет» находился в Мраморном море. Оба корабля приняли активное участие в Балканских войнах, часто ведя артиллерийский огонь для поддержки османских войск в Восточной Фракии. Во время Первой мировой войны оба корабля несли службу в Чёрном море, где они патрулировали, сопровождали конвои и атаковали российские порты.
«Берк-и-Сатвет» 2 января 1915 года получил серьёзные повреждения от подрыва на русской мине. «Пейк-и-Шевкет» 6 августа 1915 года торпедирован английской подлодкой Е-11; оба корабля находились в ремонте до 1917 года. С 1938 года стали учебными судами, после списания стояли на приколе. Сданы на слом в 1953—1955 годах.

## История создания
Они были заказаны в рамках программы модернизации Османского флота на рубеже веков. Это были небольшие корабли водоизмещением 775 тонн. Тем не менее они были хорошо вооружены для своего размера, с тремя торпедными аппаратами и парой 105-мм орудий, а также несколькими мелкими орудиями.
Они классифицировались Османским флотом как минные крейсера, в британских справочниках относились к торпедным канонерским лодкам. Эти два корабля были заказаны на принадлежащей Круппу верфи Germaniawerft. Являлись частью программы восстановления флота, которая началась в конце 1890-х годов, после первой греко-турецкой войны, в которой османский флот не сыграл активной роли.

## Конструкция
Корабли были 80,1 м в длину, ширину 8,4 м и осадку 4,6 м. На ходовых испытаниях они имели водоизмещение 775 т. К 1938 году водоизмещение возросло до 850 длинных тонн (860 т). Корабли были оснащены двумя мачтами: фок-мачта позади боевой рубки, а грот-мачта дальше на корме. Палуба полубака доходила до основания носовой трубы, а квартердек спускался в корму от грот-мачты. Это были корабли со стальным корпусом и без броневой защиты. Экипаж насчитывал на момент ввода в строй 125 (105) офицеров и матросов, а к 1915 году вырос до 145 человек.

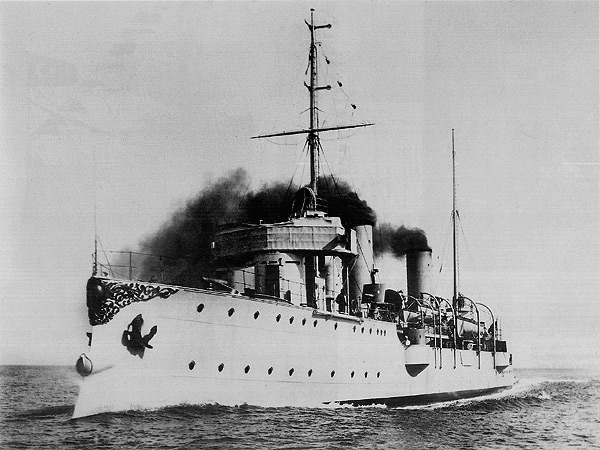
Османский минный крейсер Peyk-i Şevket во время испытаний в Кильской бухте в 1907 году.

## Силовая установка
Корабли приводились в движение парой вертикальных паровых машин тройного расширения, каждая вращавшая свой гребной винт. На крейсерах типа «Пейк-и-Шевкет» устанавливались четыре водотрубных котла Шульца, производства верфи Германия, работающих на угле, дым из которых выводился в две трубы. Силовая установка общей мощностью 5100 л. с., вращавшая два винта, при проектной скорости 21 узел, позволяла развивать скорость до 22 узлов. К 1915 году из-за плохого обслуживания и интенсивного использования скорость крейсеров снизилась до 18 узлов (33 км/ч). Наибольший запас угля составлял 244 т, что обеспечивало дальность плавания 3240 морских миль.

### Вооружение
Вооружение состояло из двух 104-мм/40, шести 57-мм/40 орудий и двух 37-мм автоматических пушек, двух пулемётов, трёх однотрубных торпедных аппаратов (один носовой и два палубных поворотных на миделе).

## Модернизация
Оба корабля были существенно модернизированы в конце 1930—х годов. И нос, и корма были перестроены, форштевень получил сильный наклон, корма стала транцевой. Надстройка также поверглась реконструкции. Старое орудийное вооружение было заменено парой 88-мм/45 орудий и четырьмя 37-мм пушками, а «Берк-и-Сатвет» так же получил оборудование для установки 25 морских мин.

## Служба

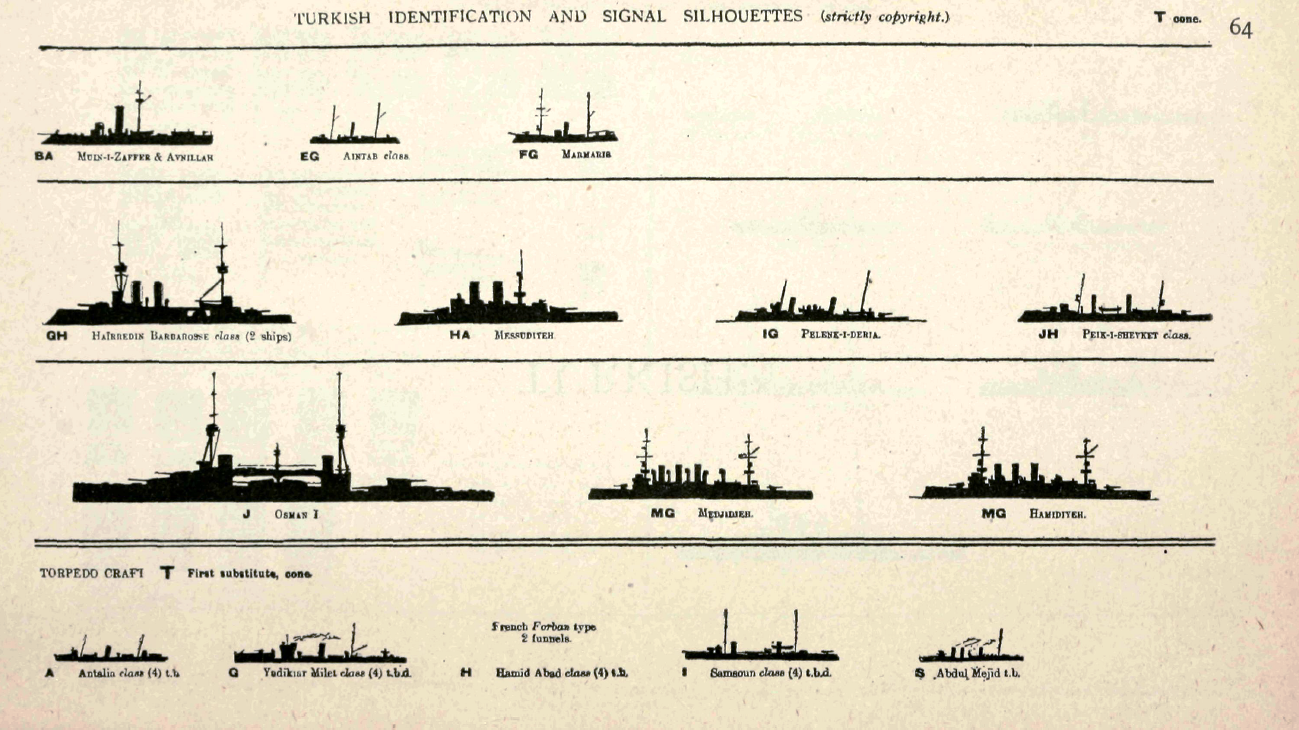
Силуэты основных военных кораблей Османского флота в 1914 году, тип «Пейк-и-Шевкет» — четвёртый корабль во втором ряду

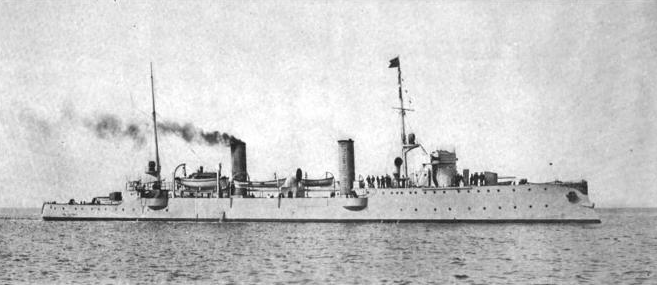
Один из крейсеров на малом ходу

Корабли ждала долгая служба. Они приняли участие в первых, после 20-летнего перерыва, манёврах Оттоманского флота состоявшихся в 1909 году. Ни один корабль не принял участие в действиях во время Итало-турецкой войны, так как «Пейк-и-Шевкет» был интернирован в контролируемом англичанами Суэце в начале войны, а «Берк-и-Сатвет» был размещён с резервным флотом в Мраморном море. Оба корабля участвовали в боях во время Первой Балканской войны, в основном осуществляли поддержку османских войск в Восточной Фракии. Корабли оказывали огневую поддержку османской армии, удерживавшей линию Чаталка в недалеко от Константинополя. «Берк-и Сатвет» принял участие в двух коротких стычках с греческим флотом.
Османская империя вступила в Первую мировую войну в ноябре 1914 года; «Пейк-и-Шевкет» и «Берк-и-Сатвет» в основном действовали в Чёрном море против российского Черноморского флота. Они часто патрулировали турецкое побережье, особенно у Босфора, и сопровождали конвои в западную Анатолию. Во время одной из таких операций по конвоированию в январе 1915 года «Берк-и-Сатвет» подорвался на мине, которая повредила его корму. Он был отбуксирован обратно в Константинополь и отремонтирован, вернувшись на службу в 1918 году. «Пейк-и-Шевкет» вернулся в Мраморное море во время Дарданелльской операции, где он перевозил боеприпасы для обороняющихся османских войск. 6 августа он был торпедирован британской подводной лодкой HMS E11 и был сильно поврежден, с ремонтом, продолжавшимся до 1917 года. Оба корабля использовались для сопровождения конвоев в Чёрном море в последний год войны.
Севрский договор, положивший конец войне, передал одно из судов Португалии в качестве военных репараций, но последующая турецкая война за независимость аннулировала это соглашение и закончилась Лозаннским договором в 1923 году, который позволил новой Турецкой республике сохранить свой флот. Эти два крейсера были сохранены новым турецким флотом, и их названия были сокращены до «Пейк» и «Берк». Последовали длительные капитальные ремонты, в 1924-5 годах для «Берка» и в 1927-9 годах для «Пейка». Следующая модернизация случилась 10 лет спустя, в 1936-8 годах для «Пейка» и в 1937-9 годах для «Берка». Корабли оставались в строю до 1944 года, когда они были вычеркнуты из военно-морского реестра и поставлены на прикол на военно-морской верфи Гельчука, прежде чем быть списанными после 1953 года.